# Great Greenland

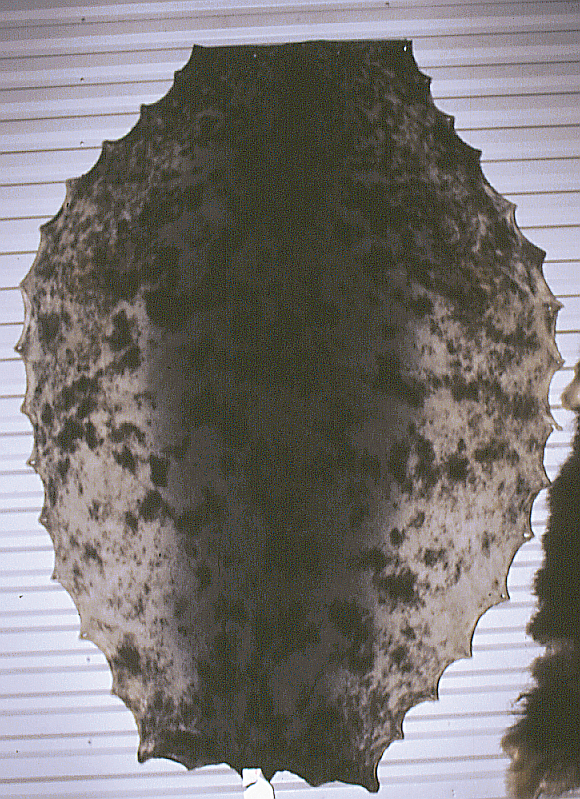
Seehundfell, aufgenommen in der Eingangshalle von Great Greenland (2008)

Great Greenland ist eine Gerberei und Kürschnerei mit Sitz in Qaqortoq in Südgrönland. Das Unternehmen vertreibt hauptsächlich Pelzprodukte aus Robbenfell sowie weitere heimische Produkte. Es war zumindest in der Vergangenheit einer der größten Arbeitgeber des Landes, es befindet sich inzwischen vollständig im Besitz des grönländischen Staates.

## Unternehmenszweck
Great Greenland dient der Unterstützung der einheimischen grönländischen Einwohner durch die Vermarktung ihrer Produkte, im Wesentlichen der von ihnen durch Jagd gewonnenen Robbenfelle. Die Jagd auf Robben ist seit Jahrhunderten ein zentraler Bestandteil der traditionellen Lebensweise der Inuit und anderer Völker arktischer Nationen. Seit den 1970er Jahren wurde die kommerzielle Robbenjagd durch internationale Proteste gegen das Töten von Jungtieren „Babyrobben“ zunehmend kritisiert. Obwohl diese Jagd in Grönland nicht stattfindet, führte die weltweite Ächtung zu einem Preisverfall und brachte die grönländischen Jäger „in katastrophale Schwierigkeiten“. Internationale Handelsbeschränkungen verschärften die Lage.
Die USA verbieten seit 1972 generell den Handel mit Produkten von Meeressäugern. In der EU ist der Import von Robbenfellen durch eine Verordnung vom 20. November 2009 verboten. Grönländische Robbenfelle sind jedoch durch eine Ausnahmeregelung weiterhin importierbar, sofern sie aus einer von Inuit oder anderen indigenen Gemeinschaften betriebenen nachhaltigen Jagd stammen. Great Greenland kauft Robbenfelle von Jägern in ganz Grönland auf, gerbt sie und verarbeitet sie zu Kleidung und anderen Produkten. Der Vertrieb erfolgt weltweit. Es werden ausschließlich Felle ausgewachsener Tiere verwendet.
Ein Teil der Felle wird in Grönland selbst für Kleidung und Eskimostiefel (Kamiks) genutzt, wobei westliche Bekleidung zunehmend dominiert.
In den Räumlichkeiten von Great Greenland in Qaqortoq, Havnevej befindet sich ein Besucherzentrum, zu dem eine Nähstube gehört. Neben den regulären Geschäftszeiten ist es während der Anlegezeiten von Kreuzfahrtschiffen geöffnet. Es können dort Kurse im Pelznähen belegen werden.

## Unternehmensgeschichte

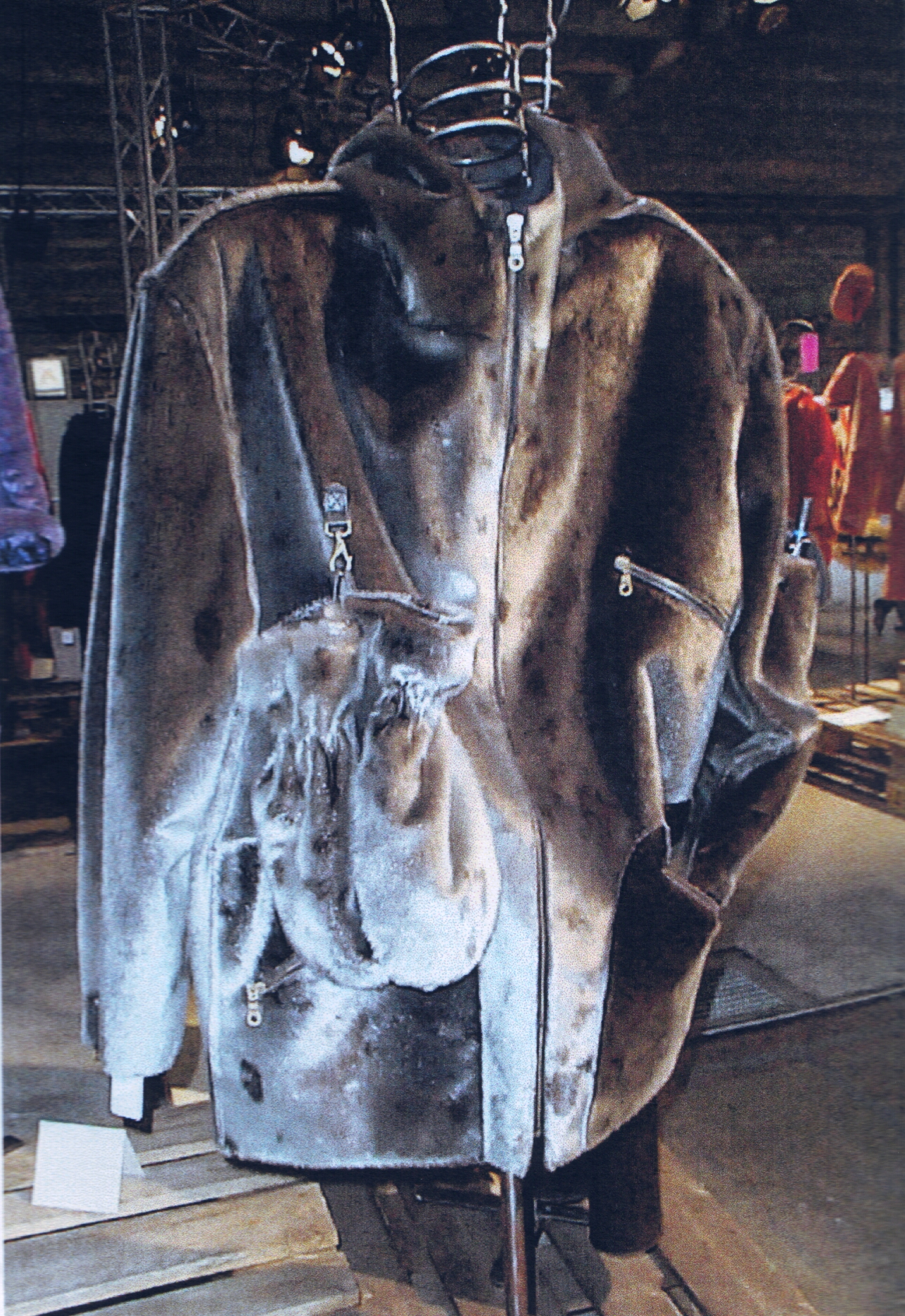
Herrenjacke und Fäustlinge aus Seehundfellen von Great Greenland (Pelzmodelle Kuhn, Düsseldorf, 2000)

Gegründet wurde Great Greenland 1977 durch Hans Lassen als Grønlandsgarveriet (Gerberei Grönlands), zu der Zeit noch auf das Gerben von Robbenfellen spezialisiert. Sehr bald wurde der Betrieb um eine Werkstatt zur Weiterverarbeitung der Felle erweitert. Das im Englischen als The Greenland Tannery firmierende Unternehmen ging im Jahr 1982 als Gesellschaft mit beschränkter Haftung in den Staatsbesitz über. Nach wechselnden Eigentumsarrangements erfolgte im Jahr 1991 die Umbenennung des unter grönländischer Selbstverwaltung befindlichen Unternehmens in Great Greenland. Eine weitere Firmenbezeichnung ist Kalaallit Nunaata Ammerivia, zusätzlich auch Tannery of Greenland und Greenlandic Furs. Der Hauptsitz befindet sich in Qaqortoq in Südgrönland. Robbenfelle sind nach wie vor die Spezialität von Great Greenland, es werden jedoch auch andere grönländische Häute, wie Moschushäute, Lamm- und Eisbärfelle verarbeitet.
Von 1988 bis 1991 war Hans Pavia Rosing Aufsichtsratsvorsitzender von Kalaallit Nunaata Ammerivia/Great Greenland. Josef Motzfeldt war von 1991 bis 1995 Aufsichtsratsmitglied bei Great Greenland. In derselben Periode war er Aufsichtsratsvorsitzender bei Royal Greenland, wo er von 2001 bis 2002 noch einmal im Aufsichtsrat saß. Von 2011 bis 2013 war Aaja Chemnitz Aufsichtsratsmitglied beim Unternehmen.

### Entwicklung und wirtschaftliche Herausforderungen
Im Jahr 1983 nahm noch die Den Kongelige Grønlandske Handel (KGH,) den Einkauf und Verkauf der Felle vor, die sie auf zwei jährlich stattfindenden Auktionen verkaufte. Zum Jahreswechsel 1985/86 wurde der Betrieb von Den Kongelige Grønlandske Handel aufgegeben.
Nach einem Umsatzrückgang in den sieben Jahren zuvor hatte sich das Unternehmen erholt, es erzielte im Jahr 2013 einen Gewinn von 5,9 Millionen Kronen.
Nach dem Verbot des allgemeinen Handels mit Robbenfellen im Jahr 1983 erhielt das Unternehmen jährlich zwischen 25 und 30 Millionen DKK (3,5 bis 4 Millionen Euro) zur Unterstützung und Entwicklung der grönländischen Robbenjagd. 2011 gab es auf Grönland etwa 1900 lizenzierte Berufsjäger, von denen geschätzt etwa 200 bis 300 wirtschaftlich von der Robbenjagd abhängig waren. Im Durchschnitt verdiente ein Jäger durch Jagd und Küstenfischerei etwa 50.000 DKK (6000 Euro) im Jahr. Etwa 20 Prozent davon bestand aus direkten Subventionen der grönländischen Autonomiebehörde.
Mitte der 1990er Jahre änderte sich die Einstellung zu den Seehundprodukten etwas, eine verbesserte Pelzveredlung machte die Felle zudem leichter und attraktiver für die Ansprüche der Modeindustrie, und das dänische Auktionshaus Kopenhagen Fur nahm sie wieder in ihr Programm auf. Auf der ersten Auktion im Jahr 1997 wurden 12.000 Felle zu sehr guten Preisen verkauft. Vor 2002 erhielt Great Greenland durchschnittlich jährlich etwa 100.000 Felle, von denen etwa 20.000 vom Unternehmen selbst verarbeitet wurden, etwa 25.000 wurden an grönländische Kürschner verkauft, der Rest ging über das, 2024 aufgegebene, Auktionshaus Kopenhagen Fur in den internationalen Verkauf.

## Produkte und Modedesign

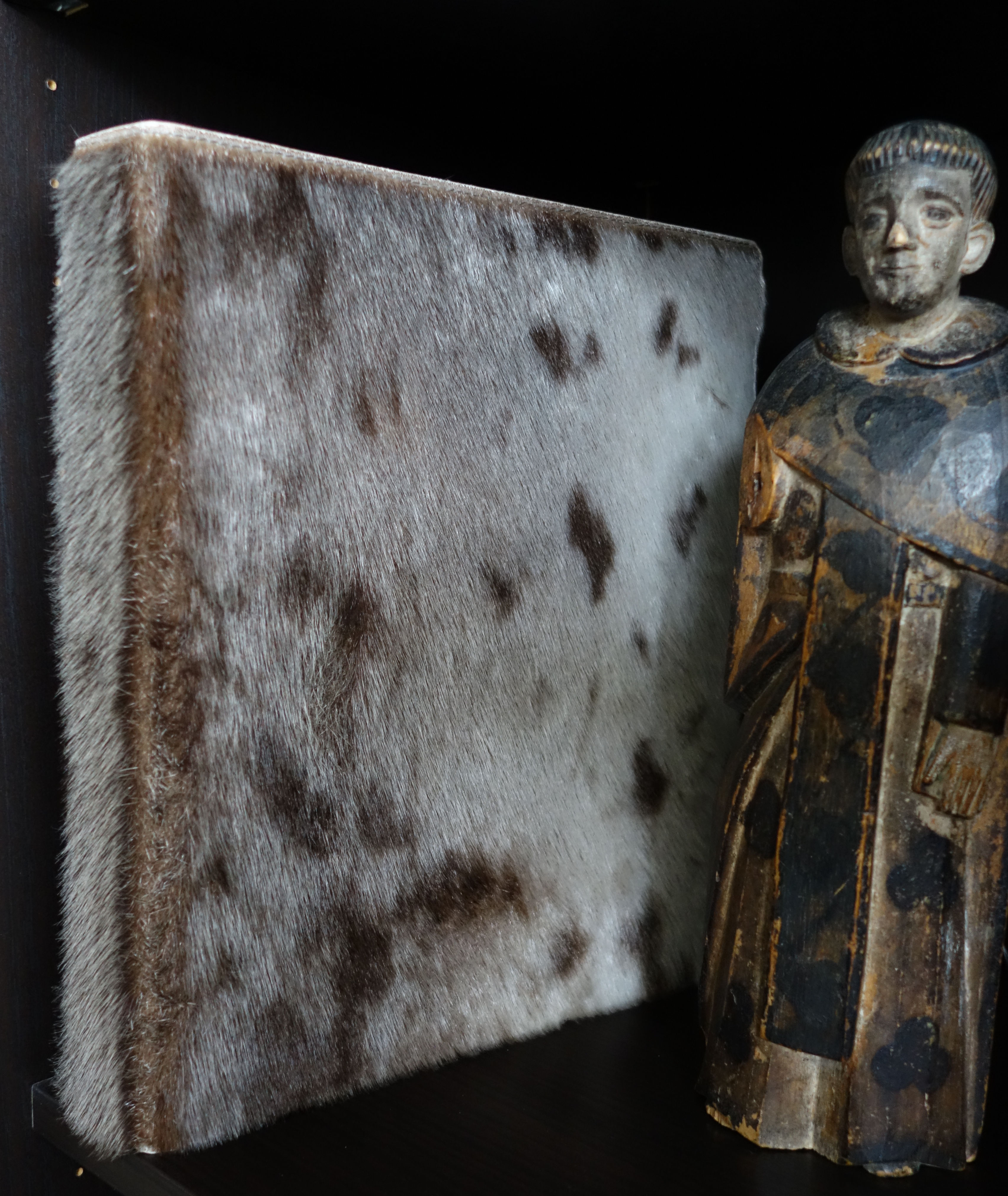
Ordner aus Seehundfell, Vertrieb Great Greenland A/S (etwa 1990)

Great Greenland bietet neben teils hochmodischen Pelzen, immer auch Kleidung an, die traditionelle Inuit-Elemente mit modernem Design verbindet.
Schon unter dem früheren Namen Kalaallit Nunaata Ammerivia wurden in verschiedenen Jahren von anerkannten Designern entworfene Kollektionen produziert.
- Im Jahr 1989 waren das 25 Modelle, entworfen von Lars Hillingsø (1938–2005), Schöpfer der Marke Lars Paris, entworfen in der betriebseigenen Pelzkonfektionsabteilung in Qaqortoq, dänisch Julianehåb. Gleichzeitig wurde als grönländische Neuheit eine Kollektion aus „Polarlamm“ angeboten: „Nirgends in der Welt bekommt man so langfaserige Wolle wie in Grönland. Die Kollektion beinhaltete sowohl geschorene wie auch langwollige Lammpelze.“[10] Im Jahr 1990 kaufte das Dänische Nationalmuseum seine Kollektion „Matisse“, die sich durch innovativen Einsatz von Techniken, ihre Konzeption und die besondere Behandlung des Robbenfells auszeichnete.
- Zu den Olympischen Winterspielen 1992 in Albertville, Frankreich, traten die dänischen Teilnehmer zur Eröffnungsfeier in gesponserten Jacken aus grönländischem Seehundfellen an.[11] Als Hauptsponsor der Arctic Winter Games im März 2002 in Nuuk wurde die dänische Delegation einheitlich in „arctic blue“ gefärbte Seehundjacken gekleidet.[6]
- Im Jahr 2002 entwarf die Pelzdesignerin Bente Houmann Andersen die Kollektion, die sie in eine hochmodische italienische Linie, eine sportlich-militärische kubanische, sowie eine in natürlichen und asphaltfarben Tönen gehaltene skandinavische Linie aufteilte.[6]
- Für die Kollektion 2013/14 arbeitete Great Greenland erneut mit der renommierten dänischen Designerin Benedikte Utzon zusammen, die zuvor schon für das Unternehmen tätig gewesen war.[11][12]
- Auch 2016 war es mit Jesper Hóvring ein dänischer Designer, der die Kollektion für die Copenhagen Fashion Week entwarf. Wie Kopenhagen Fur berichtete, hatten sowohl „die dänischen Politiker und Prominente, wie auch die internationalen Medien nur Lob für die neue Kollektion“.[13] Johan Lund Olsen, Mitglied des dänischen Parlaments für Grönland, erklärte anschließend: „Wir können in Grönland nicht auf Robbenfelle verzichten. Da diese Felle unser Lebensunterhalt sind, ist diese Show für Jäger in den Außensiedlungen Grönlands sehr wichtig.“[14]

Im Jahr 2025 war die als „Nähstube“ bezeichnete Kürschnerei auf ein Zehntel der früheren Größe zurückgegangen.